# Monumento megalítico de Vale de Mértola Novo
O Monumento megalítico do Vale de Mértola Novo é uma estrutura de possível origem pré-histórica, situada no Município de Castro Verde, na região do Baixo Alentejo, em Portugal.

## Descrição e história
O monumento consiste numa estrutura em blocos de pedra, situada numa vertente a cerca de 175 m de distância do complexo do monte, no lado oposto ao do edifício do curral. É formado por sete grandes pedras de xisto dispostas na vertical, embora duas destas tenham possivemente feito parte do afloramento natural, enquanto que as outras cinco foram instaladas no sentido de criar um recinto de forma aproximadamente oval, que nos pontos maiores tem 2,5 m de comprimento por 2,10 m de largura, e atinge no máximo 1,10 m de altura. A entrada faz-se pelo lado Sudeste, de forma lateral à construção. Devido à sua localização e estrutura, o recinto poderá ter sido uma sepultura protomegalítica, embora as estruturas deste tipo normalmente tinham as entradas alinhadas com a cabeceira, o que não sucede neste caso. Uma segunda hipótese é que o edifício poderá ter sido simplesmente um abrigo para pastores.
Na zona do Vale de Mértola Velho, situada nas imediações, foram descobertas duas possíveis manifestações de arte rupestre num afloramento rochoso, correspondendo a um painel com um conjunto de pequenas covas junto de um barranco, e a um grupo de traços ou incisões numa linha de água.